# 杰弗里·威尔金森
杰弗里·威尔金森爵士（英語：Sir Geoffrey Wilkinson，1921年7月14日—1996年9月26日），英国化学家，皇家学会院士(Fellows of the Royal Society, FRS)。因对金属有机化合物的研究与德国化学家恩斯特·奥托·菲舍尔一起获得1973年诺贝尔化学奖。

## 生平
威尔金森出生于约克郡的Springside，父亲是一名房屋装修工人，母亲在当地的一家纱厂工作，他的一位叔叔是风琴手和唱诗班指挥，其配偶所在的家族经营着一家生产药用泻利盐和芒硝的小型化学品公司，正是这个地方使得威尔金森对化学开始产生了兴趣。
威尔金森的中学物理老师Luke Sutcliffe也曾教过1951年诺贝尔物理学奖得主约翰·考克饶夫。

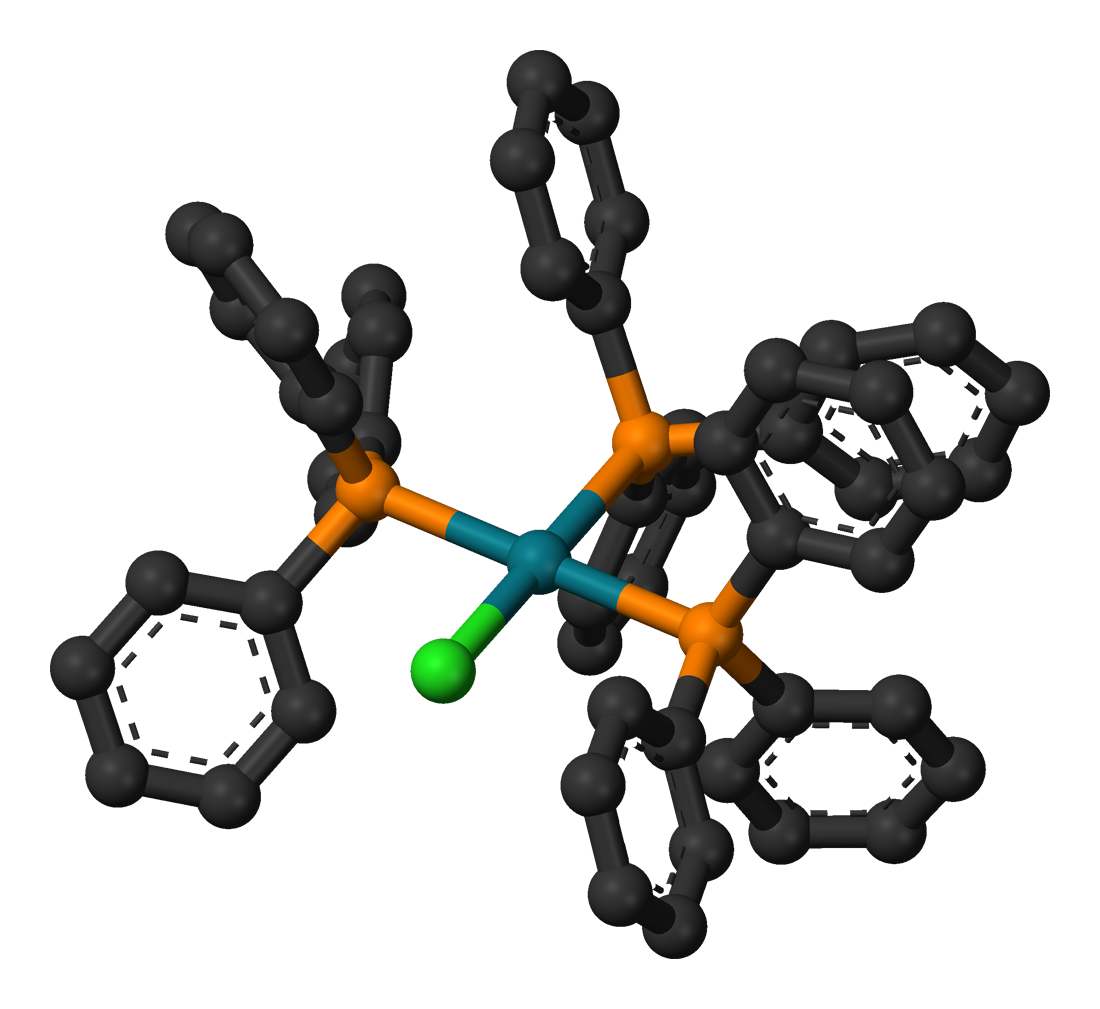
威尔金森催化剂（RhCl(PPh_{3})_{3}）

1939年威尔金森取得皇家奖学金(Royal Scholarship)开始在伦敦帝国学院学习并于1941年毕业，1942年化学家弗里德里希·帕内特(Friedrich Paneth)招募从事核能研究的青年化学家，威尔金森应聘并前往加拿大工作，先后在蒙特利尔和乔克河实验室(Chalk River Laboratories)工作直至1946年离开。在后来的四年中威尔金森与加州大学伯克利分校的教授格伦·西奥多·西博格工作。随后去到麻省理工学院担任助理研究员(Research Associate),并开始将注意力转回他学生时代就很感兴趣的以一氧化碳和烯烃为配体的过渡金属络合物的研究上。
从1951年9月至1955年12月回到英国之前在哈佛大学工作，在哈佛工作期间虽然仍在从事核化学方面的工作，但已经开始了对烯烃金属络合物的研究。
1955年6月被聘为伦敦帝国学院的无机化学教授，从这以后开始全身心投入过渡金属络合物的研究工作中。
1980年被巴斯大学授予荣誉博士学位。2009年10月伦敦帝国学院以他名字命名的学生公寓开放使用。

## 工作成就
威尔金森是无机化学和均相过渡金属催化剂研究研究的先驱。重要成就包括发现用于烯烃和炔烃氢化的威尔金森催化剂和确认二茂铁分子的夹心三明治结构的及二茂铁、二茂钌等各种茂基金属络合物合成方法及它们化学性质的研究。

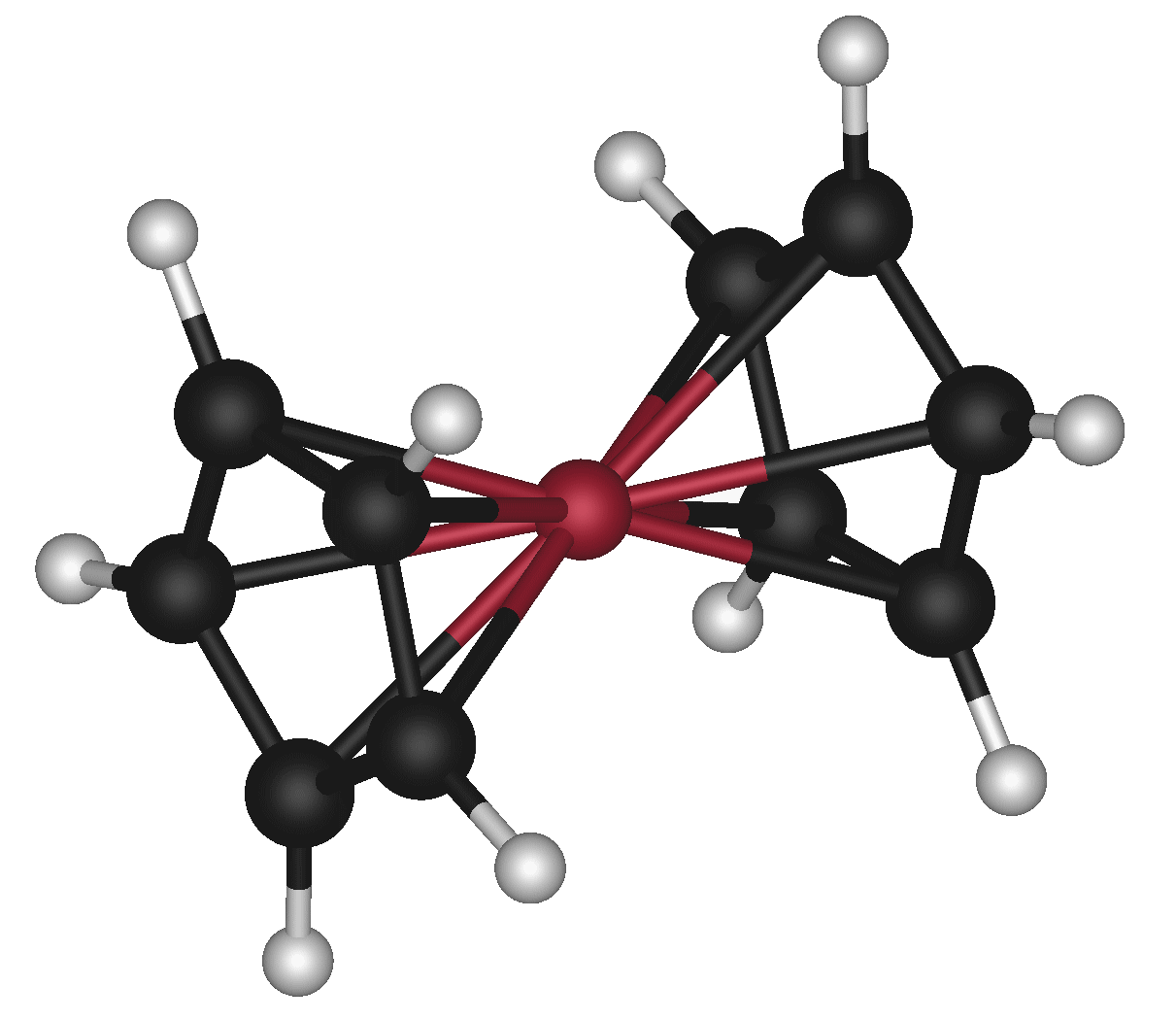
二茂铁分子结构（Fe(C_{5}H_{5})_{2}）

由他和他的博士研究生弗兰克·阿尔伯特·科顿合著的《高等无机化学》，经常被简称为“科顿和威尔金森”（"Cotton and Wilkinson"），是一本权威的无机化学教科书